# ن. دي. ويلسون
ن. دي. ويلسون (بالإنجليزية: N. D. Wilson)‏ (1978، موسكو في الولايات المتحدة)؛ كاتِب مُتخصِّص في أدب الأطفال وروائي أمريكي.